# Шин Магатілавунта
Шин Магатілавунта — (справжнє ім'я У Ньоу; ймовірно, 1453—1518 або 1520, Таундуїнджі) — бірманський поет і прозаїк, хроніст.
Відомостей про його життя практично не збереглося, крім інформації про те, що він був ченцем і вважався одним з найбільших письменників епохи держави Ава.
Повністю збереглося шість його творів (інші лише в уривках). Це дві поеми в жанрі релігійної буддійської поезії пьоу на сюжет джатак («Парамідокхан» (1491 або 1492, «Досягнення досконалості»; присвячена Будді) і Hsutaungan pyo (1495)), як ілюстрація конкретних підвалин буддійського вчення; поема Taungdwinla, написана в тому ж жанрі й поетично описує подорож в місто Таундуїнджі; три прозових твори, що вважаються першими відомими зразками бірманської прози: збірники релігійних повчальних історій «Параяна Вуттен» (1501 або 1511, «Шлях до нірвани»), історична хроніка (язавін) «Язавінджо» (1502 або 1520, букв. «Знаменита хроніка»), відома також як «Маха Саммат вамс» («Хроніки великих стародавніх правителів»), що є масштабною історичною працею про історію Бірми, Шрі-Ланки та Індії, а також «хроніка королівських гороскопів» («Зататавба Язавін»), який містить перелік бірманських королів в хронологічному порядку, генеалогія яких зводиться автором до Будди.
1. 1 2  Тезаурус CERL — Consortium of European Research Libraries.